# Spiraea wilsonii
Spiraea wilsonii är en rosväxtart som beskrevs av Duthie in Veitch. Spiraea wilsonii ingår i släktet spireor, och familjen rosväxter. Inga underarter finns listade i Catalogue of Life.